# Cintray
|  | Per a altres significats, vegeu «Cintray (Eure i Loir)». |

Cintray és un municipi francès al departament de l'Eure i a la regió de Normandia. L'any 2007 tenia 403 habitants.

## Demografia

### Població
El 2007 la població de fet de Cintray era de 403 persones. Hi havia 152 famílies, de les quals 32 eren unipersonals (20 homes vivint sols i 12 dones vivint soles), 56 parelles sense fills, 60 parelles amb fills i 4 famílies monoparentals amb fills.
La població ha evolucionat segons el següent gràfic:

### Habitatges
El 2007 hi havia 212 habitatges, 156 eren l'habitatge principal de la família, 34 eren segones residències i 22 estaven desocupats. 206 eren cases i 4 eren apartaments. Dels 156 habitatges principals, 117 estaven ocupats pels seus propietaris, 37 estaven llogats i ocupats pels llogaters i 2 estaven cedits a títol gratuït; 4 tenien dues cambres, 26 en tenien tres, 43 en tenien quatre i 83 en tenien cinc o més. 130 habitatges disposaven pel capbaix d'una plaça de pàrquing. A 84 habitatges hi havia un automòbil i a 66 n'hi havia dos o més.

### Piràmide de població
La piràmide de població per edats i sexe el 2009 era:
| Homes | Edats   | Dones |
| ----- | ------- | ----- |
| 0     | 95 o +  | 0     |
| 0     | 90 a 94 | 0     |
| 0     | 85 a 89 | 4     |
| 0     | 80 a 84 | 0     |
| 12    | 75 a 79 | 4     |
| 8     | 70 a 74 | 12    |
| 8     | 65 a 69 | 12    |
| 4     | 60 a 64 | 8     |
| 12    | 55 a 59 | 4     |
| 12    | 50 a 54 | 8     |
| 12    | 45 a 49 | 4     |
| 8     | 40 a 44 | 20    |
| 24    | 35 a 39 | 16    |
| 16    | 30 a 34 | 8     |
| 12    | 25 a 29 | 16    |
| 4     | 20 a 24 | 12    |
| 12    | 15 a 19 | 8     |
| 12    | 10 a 14 | 12    |
| 12    | 5 a 9   | 12    |
| 12    | 0 a 4   | 4     |

## Economia
El 2007 la població en edat de treballar era de 263 persones, 201 eren actives i 62 eren inactives. De les 201 persones actives 173 estaven ocupades (101 homes i 72 dones) i 28 estaven aturades (9 homes i 19 dones). De les 62 persones inactives 25 estaven jubilades, 24 estaven estudiant i 13 estaven classificades com a «altres inactius».

### Ingressos
El 2009 a Cintray hi havia 166 unitats fiscals que integraven 430 persones, la mediana anual d'ingressos fiscals per persona era de 17.402 €.

### Activitats econòmiques
Dels 11 establiments que hi havia el 2007, 1 era d'una empresa de fabricació d'altres productes industrials, 2 d'empreses de construcció, 3 d'empreses de comerç i reparació d'automòbils, 1 d'una empresa d'informació i comunicació, 1 d'una empresa de serveis, 1 d'una entitat de l'administració pública i 2 d'empreses classificades com a «altres activitats de serveis».
Dels 3 establiments de servei als particulars que hi havia el 2009, 1 era una fusteria i 2 lampisteries.
L'any 2000 a Cintray hi havia 10 explotacions agrícoles que ocupaven un total de 830 hectàrees.

## Equipaments sanitaris i escolars
El 2009 hi havia una escola elemental integrada dins d'un grup escolar amb les comunes properes formant una escola dispersa.

## Poblacions properes
El següent diagrama mostra les poblacions més properes.